# 건국훈장 대통령장 수훈자 목록
대한민국의 독립에 끼친 공로를 인정받아 건국훈장 중 대통령장(大統領章)을 받은 독립유공자를 다룬 문서이다.

## 개요
건국훈장 대통령장은 대한민국〈상훈법〉 제11조에 따라 대한민국의 건국에 공로가 뚜렷하거나, 국가의 기초를 공고히 하는 데에 이바지한 공적이 뚜렷한 사람에게 수여하는 대한민국의 건국훈장 중 두번째 등급이다. 건국훈장은 1949년 4월 27일에 대통령령 〈건국공로훈장령〉이 공포되면서 제정되었다. 1963년 12월 14일에 각종 상훈 관계 법령을 통합한 〈상훈법〉이 제정되면서 〈건국공로훈장령〉은 폐지되었다. 건국훈장이 과거에는 중장(重章), 복장(複章), 단장(單章)의 3등급으로 나누어 수여하다가 1990년에 〈상훈법〉이 개정되면서 대한민국장, 대통령장, 독립장, 애국장, 애족장의 5등급이 되었다.

## 역사
대한민국 독립유공자로서 최초의 건국훈장 대통령장은 1962년 3월 1일에 거행된 3.1절 제43주년 기념식에서 58인에게 수여되었다. 대한민국 정부 수립 이후 2017년 1월까지 독립유공자로 대통령장을 수여받은 사람은 국내외의 93인이다. 그 중 대한민국 국적자는 82인이고 중화민국인이 10인, 영국인이 1인이다. 2017년 1월 7일 현재 독립유공자로 건국훈장을 수여받은 사람은 대한민국장 30명, 대통령장 93명, 독립장 806명, 애국장 3,886명, 애족장 5,016명 등 총 9,831명이다.

## 목록
성명(한자), 생존기간, 출신지, 운동계열, 훈격(서훈연도)
- 강기동(姜基東) 1884 ~ 1911 경기 파주 의병 대통령장(62)
- 권동진(權東鎭) 1861 ~ 1947 충북 괴산 3.1운동 대통령장(62)
- 권병덕(權秉悳) 1868 ~ 1943 충북 청주 3.1운동 대통령장(62)
- 김동삼(金東三) 1878 ~ 1937 경북 안동 통의부 대통령장(62)
- 김상옥(金相玉) 1890 ~ 1923  한성 종로경찰서 투탄 대통령장(62)
- 김성수(金性洙) 1891 ~ 1955 전북 고창 언론 대통령장(62) (2018년 2월 13일에 친일반민족행위가 밝혀짐에 따라 취소됨)
- 김완규(金完奎) 1876 ~ 1949 한성 3.1운동 대통령장(62)
- 김익상(金益相) 1895 ~ 1943 경기 고양 의열단 대통령장(62)
- 김지섭(金祉燮) 1884 ~ 1928 경북 안동 의열단 대통령장(62)
- 나석주(羅錫疇) 1890 ~ 1926 황해 재령 동양척식 투탄 대통령장(62)
- 나용환(羅龍煥) 1864 ~ 1936 평남 성천 3.1운동 대통령장(62)
- 나인협(羅仁協) 1872 ~ 1951 평남 성천 3.1운동 대통령장(62)
- 남상덕(南相悳) 1881 ~ 1907 경남 의령 의병 대통령장(62)
- 남자현(南慈賢) 1872 ~ 1933 경북 영양 서로군정서 대통령장(62)
- 노백린(盧伯麟) 1875 ~ 1926 황해 송화 임시정부 대통령장(62)
- 민긍호(閔肯鎬) 1865 ~ 1908 한성 의병 대통령장(62)
- 민종식(閔宗植) 1861 ~ 1917 경기 여주 의병 대통령장(62)
- 박동완(朴東完) 1885 ~ 1941 경기 포천 3.1운동 대통령장(62)
- 박승환(朴昇煥) 1869 ~ 1907 한성 순절 대통령장(62)
- 박은식(朴殷植) 1859 ~ 1925 황해 황주 임시정부 대통령장(62)
- 박준승(朴準承) 1866 ~ 1927 전북 임실 3.1운동 대통령장(62)
- 백용성(白龍城) 1864 ~ 1940 전북 장수 3.1운동 대통령장(62)
- 신규식(申圭植) 1880 ~ 1922 충북 청원 임시정부 대통령장(62)
- 신돌석(申乭石) 1878 ~ 1908 경북 영덕 의병 대통령장(62)
- 신채호(申采浩) 1880 ~ 1936 대전 대덕 신민회, 임시정부 대통령장(62)
- 신홍식(申洪植) 1872 ~ 1939 충북 청주 3.1운동 대통령장(62)
- 양기탁(梁起鐸) 1871 ~ 1938 평남 강서 신민회, 임시정부 대통령장(62)
- 양전백(梁甸伯) 1869 ~ 1933 평북 의주 3.1운동 대통령장(62)
- 양한묵(梁漢默) 1862 ~ 1919 전남 해남 3.1운동 대통령장(62)
- 연기우(延基羽) 미 상 ~ 1914 경기 삭령 의병 대통령장(62)
- 오세창(吳世昌) 1864 ~ 1953 한성 3.1운동 대통령장(62)
- 유여대(劉如大) 1878 ~ 1937 평북 의주 3.1운동 대통령장(62)
- 유인석(柳麟錫) 1842 ~ 1915 경기 춘성 의병 대통령장(62)
- 이갑성(李甲成) 1889 ~ 1981 경북 대구 3.1운동 대통령장(62)
- 이동녕(李東寧) 1969 ~ 1940 충남 천안 임시정부 대통령장(62)
- 이명룡(李明龍) 1872 ~ 1956 평북 철산 3.1운동 대통령장(62)
- 이범윤(李範允) 1856 ~ 1940 한성 의병 대통령장(62)
- 이봉창(李奉昌) 1901 ~ 1932 한성 이봉창 의거 대통령장(62)
- 이상설(李相卨) 1870 ~ 1917 충북 진천 만주,노령 대통령장(62)
- 이상재(李商在) 1850 ~ 1927 충남 서천 언론, 신간회 대통령장(62)
- 이위종(李瑋鍾) 1887 ~ 1924? 한성 헤이그 밀사 대통령장(62)
- 이은찬(李殷瓚) 1878 ~ 1909 경기 원주 의병 대통령장(62)
- 이인영(李麟榮) 1868 ~ 1909 경기 여주 의병 대통령장(62)
- 이재명(李在明) 1887 ~ 1910 평남 평양 친일파 제거 대통령장(62)
- 이종일(李鍾一) 1858 ~ 1925 충남 태안 3.1운동 대통령장(62)
- 이종훈(李鍾勳) 1856 ~ 1931 경기 광주 3.1운동 대통령장(62)
- 이필주(李弼柱) 1869 ~ 1942 한성 3.1운동 대통령장(62)
- 임예환(林禮煥) 1865 ~ 1949 평남 중화 3.1운동 대통령장(62)
- 장인환(張仁煥) 1876 ~ 1930 평남 평양 스티븐스 주살 대통령장(62)
- 전명운(田明雲) 1884 ~ 1947 한성 스티븐스 주살 대통령장(62)
- 전해산(全海山) 1879 ~ 1910 전북 장수 의병 대통령장(62)
- 조성환(曺成煥) 1875 ~ 1948 한성 임시정부 대통령장(62)
- 지청천(池靑天) 1888 ~ 1957 한성 광복군 대통령장(62)
- 최성모(崔聖模) 1874 ~ 1937 황해 재령 3.1운동 대통령장(62)
- 편강렬(片康烈) 1892 ~ 1928 황해 연백 105인 사건 대통령장(62)
- 홍기조(洪基兆) 1865 ~ 1938 평남 용강 3.1운동 대통령장(62)
- 홍범도(洪範圖) 1868 ~ 1943 평북 자성 독립군 대통령장(62)
- 홍병기(洪秉箕) 1869 ~ 1949 한성 3.1운동 대통령장(62)

- 문태수(文泰洙) 1880 ~ 1913 경남 안의 의병 대통령장(63)
- 신석구(申錫九) 1875 ~ 1950 충북 청주 3.1운동 대통령장(63)
- 이범석(李範奭) 1900 ~ 1972 한성 광복군 대통령장(63)
- 정환직(鄭煥直) 1843 ~ 1907 경북 영천 의병 대통령장(63)

- 천청(陳 誠) 1898 ~ 1965 중화민국인 절강성(浙江省) 청전(靑田) 독립 지원 대통령장(66)

- 당계요(唐繼堯) 1883 ~ 1927 중화민국인 운남성(雲南省) 회택(會澤) 임정 지원 대통령장(68)
- 어니스트 베델  (裵 說) 1872 ~ 1909 영국인 일제 폭로 대통령장(68)
- 송교인(宋敎仁) 1882 ~ 1913 중화민국인 호남성[湖南省] 도원(桃源) 임정 지원 대통령장(68)
- 여천민(呂天民) 1881 ~ 1940 중화민국인 운남성(雲南省) 사아현(思茅縣) 임정 지원 대통령장(68)
- 임 삼  (林 森) 1868 ~ 1943 중화민국인 복건성(福建省) 임삼현(林森縣) 임정 지원 대통령장(68)
- 호한민(胡漢民) 1879 ~ 1936 중화민국인 광동성(廣東省) 번우(番禺) 임정 지원 대통령장(68)
- 황 흥  (黃 興) 1874 ~ 1916 중화민국인 호남성(湖南省) 장사현(長沙縣) 황흥진(黃興鎭) 독립 지원 대통령장(68)

- 우 빈  (于 斌) 1901 ~ 1978 중화민국인 흑룡강성(黑龙江) 난서현(蘭西縣) 임정 지원 대통령장(69)

- 손 과  (孫 科) 1891 ~ 1973 중화민국인 광동성(廣東省) 향산현(香山縣) 남랑진(南朗鎮) 취형촌(翠亨村) 임정 지원 대통령장(70)

- 주가화(朱家驊) 1893 ~ 1963 중화민국인 절강성(浙江省) 호주(湖州) 임정 지원 대통령장(77)
- 이승희(李承熙) 1847 ~ 1916 경북 성주 만주 방면 대통령장(77)

- 주시경(周時經) 1876 ~ 1914 황해 봉산 문화.교육 대통령장(80)

- 김하락(金河洛) 1846 ~ 1896 경북 의성 의병 대통령장(82)

- 장건상(張建相) 1882 ~ 1974 경북 칠곡 임시정부 대통령장(86)

- 김붕준(金朋濬) 1888 ~ 1950(납북) 평남 용강 임시정부 대통령장(89)
- 박 렬  (朴 烈) 1902 ~ 1974 경북 상주 의열투쟁 대통령장(89)
- 안재홍(安在鴻) 1891 ~ 1965 경기 평택 청년외교단 대통령장(89)
- 오화영(吳華英) 1880 ~ 1960(한국전쟁 시 납북) 한성 3.1운동 대통령장(89)
- 유동열(柳東說) 1879 ~ 1950 평북 박천 임시정부 대통령장(89)
- 윤기섭(尹琦燮) 1887 ~ 1959 경기 장단 임시정부 대통령장(89)
- 조완구(趙琬九) 1881 ~ 1954 한성 임시정부 대통령장(89)

- 김병조(金秉祚) 1877 ~ 1948 평북 용천 3.1운동, 임시정부 대통령장(90)
- 문창범(文昌範) 1870 ~ 1934 함북 경원 만주 방면 대통령장(90)

- 박용만(朴容萬) 1881 ~ 1928 강원 철원 미주 방면 대통령장(95)
- 이동휘(李東輝) 1873 ~ 1935 함남 단천 임시정부 대통령장(95)
- 채상덕(蔡相悳) 미 상 ~ 1926 황해 사리원 만주 방면 대통령장(95)
- 최석순(崔碩淳) 미 상 ~ 1925 평북 삭주 만주 방면 대통령장(95)

- 구춘선(具春先) 1857 ~ 1944 함북 온성 만주 방면 대통령장(96)

- 김경천(金擎天) 1888 ~ 1942 함남 북청 독립군 대통령장(98)

- 여운형(呂運亨) 1885 ~ 1947 경기 양평 임시정부, 국내항일 대통령장(2005) <이상 93인>[4]

## 같이 보기
- 대한민국 독립유공자
- 건국훈장 대한민국장 수훈자 목록
- 건국훈장 독립장 수훈자 목록

## 참고 자료
- 국가보훈처 독립유공자 공훈록